# Чемпионат мира по настольному теннису среди команд 2020
Чемпионат мира по настольному теннису среди команд 2020 года (полное официальное название «Hana Bank 2020 ITTF World Team Table Tennis Championships») должен был проходить в 2020 году в городе Пусан (Республика Корея).
Из-за событий, связанных с пандемией COVID-19, турнир был сначала трижды перенесен - на июнь 2020 года, затем на сентябрь — октябрь 2020 года, затем — на 2021 год, и в конце концов окончательно отменен.

## Проведение и спонсоры
На организацию чемпионата претендовали три города — Екатеринбург (Россия), Пусан (Республика Корея) и Сан-Хосе (США). 1 мая 2018 года решением комиссии ITTF местом проведения чемпионата был назван город Пусан.
Титульным спонсором чемпионата стал южнокорейский Hana Bank.

## Предполагавшийся состав участников
Первый, чемпионский, дивизион состоял из 24 команд. К соревнованиям в этом дивизионе были допущены 14 лучших команд первого дивизиона и две лучшие команды второго дивизиона согласно результатам командного чемпионата мира 2018 года в Хальмстаде. Как предполагалось разрешить ситуацию с командами Южной и Северной Корей, объединившимися прямо по ходу предыдущего турнира  осталось неизвестным. Согласно спискам участников 2020 года от ITTF, мужская и женская команды КНДР снялись с чемпионата , что решило проблему Объединённой женской команды Кореи на тот момент.
Остальные места были заполнены на основании командного мирового рейтинга ITTF.
Также в рамках чемпионата предполагалось провести соревнования второго и третьего дивизионов . Жеребьёвка группового этапа должна была состоится 22 февраля, однако так и не состоялась из-за отмены чемпионата.

## Перенос и отмена чемпионата
25 февраля 2020 года ITTF сообщила, что в связи со вспышкой эпидемии COVID-19 проведение чемпионата мира в Пусане перенесено с марта на конец июня 2020 года.
29 марта 2020 года июньские даты проведения чемпионата так же были отменены, новые даты ITTF обещала анонсировать позже.
7 апреля 2020 года ITTF анонсировала новые даты проведения чемпионата — 27 сентября — 4 октября 2020 года. В июне 2020 года чемпионат был перенесен на начало 2021 года.
В декабре 2020 года ITTF объявила о полной отмене чемпионата.